# Albin Jura
Albin Jura (ur. 28 listopada 1883 w Wieprzu, zm. 19 listopada 1958 w Krakowie) – polski nauczyciel, archeolog, działacz społeczny i dziennikarz związany z rolnictwem, poseł do Krajowej Rady Narodowej i Sejmu Ustawodawczego RP (1945–1952).

## Życiorys
W czerwcu 1902 zdał z odznaczeniem egzamin dojrzałości w C. K. Gimnazjum w Wadowicach (w jego klasie byli Urban Przyprawa, Maksymilian Rose). Po ukończeniu Wydziału Filozofii Uniwersytetu Jagiellońskiego nauczał w gimnazjach i liceach na terenie Krakowa. Działał na rzecz rozwoju galicyjskiej wsi: w 1911 znalazł się wśród inicjatorów stworzenia mleczarni w rodzinnym Wieprzu. Do 1918 pozostawał członkiem Stronnictwa Demokratycznego, później znalazł miejsce w szeregach PSL „Piast” (do 1928). Był prezesem Związku Młodzieży Małopolskiej. W latach 1929–1937 był redaktorem pisma „Zagroda Wzorowa. Przewodnik Kółek Rolniczych Małopolskiego Towarzystwa Rolniczego: ilustrowany tygodnik rolniczy”. W 1935 został wybrany wiceprezesem Małopolskiego Towarzystwa Rolniczego.
Podczas okupacji niemieckiej redagował organy SD „Dziennik Polski” oraz „Tygodnik Polski”.
Po 1945 zasiadał w Radzie Naczelnej, CK oraz Komitecie Wojewódzkim SD w Krakowie. Od 1945 pełnił obowiązki posła do Krajowej Rady Narodowej. Pełnił też funkcję ławnika. W latach 1947–1952 sprawował mandat posła do Sejmu Ustawodawczego RP.
Choć nie posiadał wykształcenia archeologicznego prowadził badania paleolitycznych stanowisk w regionie krakowskim, a także w Jaskini Magurskiej. W 1938 r. opublikował artykuł nt. znalezisk oryniackich w Polsce (Das Aurignacien in Polen).

## Ordery i odznaczenia
- Krzyż Komandorski Orderu Odrodzenia Polski (30 kwietnia 1925)[6]
- Order Krzyża Grunwaldu III klasy (11 lipca 1946)[7]
- Order Leopolda (Belgia)[8]